# Christoph Ransmayr
Christoph Ransmayr (ur. 20 marca 1954 w Wels, Górna Austria) – austriacki pisarz.

## Życiorys
Dorastał w austriackim Roitham, a w latach 1972–1978 studiował filozofię oraz etnologię na Uniwersytecie Wiedeńskim. Od 1982 całkowicie poświęcił się pisaniu i mieszka w Wiedniu oraz irlandzkim West Cork. 
W swojej twórczości czerpie inspiracje ze swoich licznych podróży oraz z wydarzeń historycznych, które wzbogaca o elementy fikcyjne. Jego najbardziej znanym dziełem jest powieść Die letzte Welt (Ostatni świat), która jest adaptacją Metamorfoz Owidiusza i została wielokrotnie nagradzana. Wspólnie z Martinem Pollackiem napisał książkę Pogromca wilków. Trzy duety literackie, której akcja dzieje się w Polsce. Jest to jedno z jego kilku dzieł, które przetłumaczono na język polski.

## Twórczość
- Strahlender Untergang, 1982.
- Die Schrecken des Eises und der Finsternis, 1984
- Die letzte Welt, 1988 (pol. Ostatni świat, przeł. J.S. Buras, 1998).
- Morbus Kitahara, 1995 (pol. Morbus Kitahara, przeł. S. Lisiecka, 2003).
- Der Weg nach Surabaya, 1997.
- Die dritte Luft, oder Eine Bühne am Meer, 1997.
- Die Unsichtbare. Tirade an drei Stränden, 2001.
- Der Ungeborene, oder Die Himmelsareale des Anselm Kiefer, 2002.
- Die Verbeugung des Riesen. Vom Erzählen, 2003.
- Geständnisse eines Touristen. Ein Verhör, 2004.
- Der fliegende Berg, 2006 (pol. Latająca góra, przeł. J.S. Buras, 2007).
- (z Martinem Pollackiem) Der Wolfsjäger. Drei polnische Duette, 2011 (pol. Pogromca wilków. Trzy duety literackie, przeł. K. Niedenthal, 2012).
- Atlas eines ängstlichen Mannes, 2012 (pol. Atlas lękliwego mężczyzny, przeł. J.S. Buras, 2016).
- Cox oder der Lauf der Zeit, 2016 (pol. Cesarski zegarmistrz, przeł. J.S. Buras, 2018).